# Frederik Emanuel Lützen
Frederik Emanuel Lützen (22. februar 1811 – 4. februar 1873) var en dansk officer og kammerherre.
Han blev ritmester, udskrivningschef i København, senere oberstløjtnant og kammerherre, Ridder af Dannebrog.
Han blev gift 29. januar 1850 med Sophie Magdalene Krieger (1811-1896), datter af kontreadmiral Anthonius Krieger.